# 대전광역시 119특수구조단
대전광역시 119특수구조단(大田廣域市 119特殊救助團, Daejeon Metropolitan City Special Rescue Service)는 대전광역시를 관할하는 대전광역시 소방본부 산하의 특수구조단이다.
특수구조단장은 소방정으로 보한다.

## 조직
- 현장지원대
- 현장기동대
- 항공대

## 항공장비

### 운용중
- BK117 1기 (HL9200)[3]: 2017년 헬리코리아 헬기 임차

## 같이 보기
- 대한민국 소방청
- 대한민국의 소방
- 소방관 계급